# Jean Bonnefoy
Pour les articles homonymes, voir Bonnefoy.
Jean Bonnefoy, né le 12 mars 1950 à Paris, est un auteur français, traducteur, illustrateur et musicien.
Avec près de 150 ouvrages à son actif (tous genres confondus : de l'essai à la biographie en passant par le roman), on retrouve surtout son nom derrière de nombreuses traductions d'œuvres célèbres de la littérature de science-fiction en anglais (Douglas Adams - qu'il a réécrit en grande partie, Isaac Asimov, John Varley, William Gibson, Walter Jon Williams, Neal Stephenson…), il est également écrivain (un roman, plusieurs essais et nouvelles de SF), journaliste et musicien.

## Biographie
Il fait ses études à l'ESCP Europe, puis rejoint l'Institut d'urbanisme de la Faculté de Vincennes (université Paris-VIII) où il obtient une licence, puis une maîtrise d'urbanisme sur La Notion de cité dans la littérature de science-fiction, qui l'amène bien vite à côtoyer ce milieu où il noue de fidèles amitiés et de solides inimitiés.
On note quelques participations littéraires sporadiques entre 1964 et 1972 dans diverses revues (Vie et Langage, L'Éducation, Écrivains, Galaxie, Argon, Science-fiction Magazine, Fluide glacial, Rail Miniature Flash). Dès 1972, il écrit des nouvelles de SF, en collaboration avec Philippe Berneuil ou Gérard Briais. Une vingtaine sont publiées, en particulier dans les anthologies de « nouvelle science-fiction française » : Ciel lourd béton froid et Quatre milliards de soldats, ainsi que dans les revues Horizons du fantastique ou Fluide glacial.
En 1978, il publie Le Matin de l'explosion dans l'anthologie de Bernard Blanc Pourquoi j'ai tué Jules Verne qui lui vaut d'être remarqué par le petit monde de la science-fiction francophone.

## Sa carrière littéraire
Durant ses études, il a eu l'occasion de publier diverses traductions d'articles et d'essais, puis, par goût pour la littérature, il se lance dans la traduction de nouvelles littéraires pour la presse. 
C'est Élisabeth Gille (alors directrice littéraire chez l'éditeur Denoël), qui lui met le pied à l'étrier et l'oriente vers la traduction romanesque, en particulier au sein de la célèbre collection "Présences du futur". On lui doit entre autres la traduction de plusieurs cycles : les 5 volumes du Guide du voyageur galactique de Douglas Adams, la trilogie de Gaïa de John Varley, la trilogie de George Alec Effinger (Gravité à la manque et ses suites), et bien sûr les suites du Cycle de Fondation d'Isaac Asimov.
Le premier roman qu'il traduit en 1978 (Michaelmas d'Algis Budrys) préfigure déjà le mouvement cyberpunk qu'il a sans doute contribué, par ses nombreuses traductions, à faire connaître en France : de William Gibson (Neuromancien et les trois autres livres du cycle), à Neal Stephenson (Cryptonomicon), en passant par Bruce Sterling, Walter Jon Williams, Pat Cadigan, Gwyneth Jones, Jack Womack, George Alec Effinger…
Il traduit (ou cotraduit) également de nombreux essais et biographies : Perestroïka de Mikhaïl Gorbatchev, par exemple, ou Contre tous les ennemis de Richard Clarke, ancien conseiller à la sécurité de la Maison-Blanche.
Après une nouvelle parenthèse presse dans des revues « branchées » (Univers interactif) et surtout à Playboy, il s'éloigne de la SF pour traduire désormais surtout des essais politiques ainsi que des thrillers politico-technologiques, en particulier de nombreux romans de Tom Clancy (dont le fameux Dette d'honneur qui préfigurait le 11-Septembre) et toutes les séries portant la griffe Clancy mais écrites par d'autres auteurs : Op-Center, Net Force, Net Force Young Adults, Power Plays, Splinter Cell… 
Parmi ses ouvrages personnels, citons : Surtout pas de panique. Le guide du guide (présentation biographique de Douglas Adams et de sa saga) et La Forteresse de métal, coécrit avec Gérard Briais et pour lequel il crée un site internet, dont certaines pages sont destinées à servir de bonus au roman (voir Liens externes).

## Autres activités artistiques
Jean Bonnefoy est également musicien et illustrateur.
Auteur-compositeur interprète (claviers, machines électroniques, synthés, thérémin, pads, harmonica, flûte, chant…), il participe, dans les années 1970-80, à divers projets d'influences hétéroclites (musiques de scène, génériques radio et télé, musique électronique avec Francis Mandin ou Tim Blake, au sein des groupes "B&M" avec Sergio Macedo), "Dicotylédon" (avec Jean-Louis le Breton), les "Los Gonococcos" (avec Jean-Louis Le Breton et Yves Frémion) ou bien en solo ("Neutrino").
Trois disques vinyles 45 tours et nombre d'enregistrements audio et vidéo témoignent de cette époque (1976-1983).
Depuis la fin des années 1990, plusieurs de ses titres ont été repris (en particulier par Thierry Svahn) et remixés par de nombreux DJ. On les retrouve également sur des CD d'anthologies de techno-pop ou de cold-wave des années 1980 (After the Void sur le label britannique Light Sounds Dark).
À partir de 2009, il reprend une carrière musicale de chanteur-compositeur-interprète, et se produit sur scène, chantant en death growl derrière ses machines électroniques - (Theremin, synthétiseurs, pads, Kaossilator) et ses lasers.
Il se produit soit seul, soit en invité avec la chanteuse rock-gothique Ayin Aleph ou avec le chanteur guitariste français Paul Lamontellerie. 
En 2010, il participe au spectacle multimédia d'Ayin Aleph créé en avril 2010 sur la scène du Triton, pour la soirée de clôture du festival des Enchanteuses. Il apparaît également dans l'un des clips vidéo de la chanteuse ("Greed" réalisé en 2009 par Sidney Tegbo Toggle Productions).
En 2011, il ressuscite Neutrino pour enregistrer, dans le cadre du projet Cover's Projekt, plusieurs reprises death metal de classiques du prog rock symphonique (Nights in White Satin, Tuesday Afternoon des Moody Blues), publiés par Francis Mandin pour Audioland.
Il apparaît par ailleurs dans plusieurs courts métrages réalisés par Victor Druillet. 
Enfin, il a signé (souvent sous le pseudonyme de "JAB" ou de "Kudbas") un certain nombre d'illustrations, couvertures de livres, maquettes de journaux…